# 船橋市民球場
船橋市民球場（ふなばししみんきゅうじょう）は、千葉県船橋市の船橋市立夏見総合運動公園内にある野球場。
市内に球団事務所を置くベイサイドリーグの千葉スカイセイラーズが、初年度となる2023年は公式戦3試合を実施した。

## 施設概要
- 面積：－m2
- 両翼：90m 中堅：120m
- 内野：クレー舗装 外野：天然芝
- 収容人員：7,500人
- 照明：6基(ナイター可能)
- スコアボード：初期(単色の)磁気反転LDE式

## 交通アクセス
- JR総武本線・総武線船橋駅から京成バス千葉ウエスト

二和道経由「鎌ヶ谷大仏駅行」で「運動公園前」 下車すぐ。
- 市民体育館経由「金杉団地行」等「市民体育館」下車。徒歩5分
- 京成松戸線鎌ヶ谷大仏駅から京成バス千葉ウエスト

二和道経由「船橋行」で「運動公園前」 下車すぐ